# Antonio Musa Brasavola
Ne doit pas être confondu avec Antonius Musa.
Antonio Musa Brasavola (ou Brassavola), est un médecin, né et mort à Ferrare, alors capitale du duché de Ferrare, en Italie (16 janvier 1500 – 6 juillet 1555,). Très célèbre à son époque, il est l'ami et le médecin d'Hercule II d'Este, duc de Ferrare, et il enseigne à l'université de la ville.

## Biographie
Le comte Francesco, son père, est médecin ; sa mère s'appelle Margherita Maggi. On lui donne le nom de « Musa », pour rappeler Antonius Musa, médecin de l'empereur Auguste, scellant ainsi le choix de la profession qui lui est destinée,,,,,.
À 18 ans il devient professeur de logique,. Il enseignera cette discipline huit ans ; ensuite, la philosophie naturelle neuf ans, ensuite la théorie médicale.
En 1520, il passe son examen de doctorat.
En 1528, il accompagne en France Hercule d'Este et produit une vive impression sur François Ier, qui le fait chevalier de Saint-Michel et l'autorise à mettre des lys dans ses armoiries. Il fréquente Jean Ruel.
Au retour, il se marie avec la noble Cassandra de Robertis,,. Dans une édition vénitienne d'un de ses livres, Brasavola énumère cinq fils et huit filles. Chez les Brasavola, la mule, le moyen de transport du médecin, sera toujours prête à partir. Après son mariage il a une période d'intense vie religieuse dont on le force à s'extraire au profit de l'exercice de la médecine.
En 1534, à la mort d'Alphonse Ier d'Este, Hercule devient duc de Ferrare et confirme Brasavola dans son poste d'archiatre.
En 1535, sur ordre du duc Hercule, il interrompt ses cours pour aller à Rome soigner Paul III et à Naples Charles Quint.
En 1536, il fonde un vaste jardin botanique, qui sera connu comme le jardin du Belvedere ; c'est le résultat d'une promesse faite par le duc, s'il guérissait.
Il meurt en 1555, âgé de 55 ans.
En lettres, Brasavola a comme maître Celio Calcagnini (dont il fera publier les œuvres) ; en médecine, Nicolas Léonicène, et aussi, « à l'occasion », Giovanni Manardo. Le plus connu de ses élèves est Gabriele Falloppio. Brasavola était célèbre et ses étudiants,,, venaient « de toute l'Europe ».
Brasavola est l'auteur d'une Vie du Christ, en italien,.
Franco Bacchelli fait de lui, dans plusieurs domaines, un représentant des idées nouvelles ; et, dans ses dialogues, Brasavola se met généralement en scène face à un Senex, un ancien.

## Contributions
Il a réussi la première trachéotomie.
« Si les écrits multipliés de Brasavola annoncent un médecin érudit et laborieux, ils prouvent aussi qu'il était praticien et observateur judicieux. Il a donné le premier une bonne description de la blennorragie ; il savait par expérience que les douleurs ostéocopes, dans la syphilis, se dissipent entièrement chez certains malades par l'influence d'une vie sobre et de violents exercices. Il soutint le premier que le mercure jouissait de propriétés anthelminthiques. Il rappela l'attention des médecins sur l'ellébore noir ; et ce fut lui qui introduisit dans la thérapeutique en Italie l'usage de la squine, ». Dans le traitement de la syphilis, il « a été le premier qui s'est servi du gaïac à Ferrare en 1525 ».
Brasavola mettait beaucoup de soin à dresser les index de ses livres (« avec un index très riche », écrit-il sur la page titre de son Examen omnium simplicium medicamentorum) et est l'auteur d'un index (en latin) des œuvres de Galien.
Brasavola encourageait la pratique des dossiers de patients afin de documenter, comme on ne l'avait jamais fait auparavant, le développement des maladies.

## Œuvres (liste partielle)
Les œuvres médicales de Brasavola sont en latin. Plus d'une quarantaine ont été imprimées,.
- Examen omnium simplicium medicamentorum, quorum in officinis usus est, 1536[48],[49]
  - En ligne : édition de 1546, Lyon, « quorum usus in publicis est officinis », avec index
    - Les pages 592 à 594 constituent une autobiographie, écrite quand il avait 34 ans. On s'y réfère ici sous le nom d'« Autobiographie ».
- Examen omnium syruporum, 1540 (lire en ligne)
- In octo libros aphorismorum Hippocratis & Galeni commentaria & annotationes, 1541 — Dédié à Henri VIII d'AngleterreLes pages 1 et 2 constituent une courte autobiographie.
- Quod nemini mors placeat, Lyon, 1543 — « Description réaliste et vigoureuse des agonisants et des divers types d'angoisse de la mort[50] »
- In libros de ratione victus in morbis acutis Hippocratis & Galeni commentaria & annotationes, 1546 (lire en ligne)
- Examen omnium electuariorum, pulverum, et confectionum, 1548
- Examen omnium trochiscorum, unguentorum, ceratorum, emplastrorum, cataplasmatumque et collyriorum, quorum apud Ferrarienses pharmacopolas usus est, Girolamo Brasavola (dir.), Venise, 1551
- De medicamentis tam simplicibus, quam compositis catharticis…, 1555
- Index refertissimus in omnes Galeni libros, 1556 — Index des œuvres de Galien
  - En ligne : édition de 1586
- Examen omnium catapotiorum vel pilularum, quarum apud pharmacopolas usus est, Lyon, 1556
- Examen omnium loch, Lyon, 1561Dans le même volume, un traité sur la syphilis, De morbo Gallico…, dont Pierre Bayle connaît une traduction française[51].
  - Trattato del mal francese… — Traduction italienne du traité sur la syphilis
- Dans Luigi Luisini, De morbo Gallico omnia quæ extant apud medicos, t. 1, Venise, Ziletti, 1566 :
  - « De morbo Gallico », p. 564–610
  - (avec Alessandro Fontana) « De morbo Gallico et ligno Indico quæstionibus », p. 610–615Alessandro Fontana[52], de Modène (mort le 3 mai 1554), élève de Brasavola, lui pose quinze questions sur la syphilis et le gaïac.
  - « De radicis Chynæ usu », p. 615–634 (L'usage de la racine de squine[43])
- Ars componendorum medicamentorum externorum, Lyon, 1577 (lire en ligne)

### Mémoire
- Selon Franco Bacchelli, l'Arioste aurait pris Brasavola comme modèle pour son pharmacien charlatan dans Erbolato.
- Il y a à Ferrare une inscription gravée dans le marbre, datée de 1703[53]. Elle se trouve à l'entrée du palais Paradiso, siège pendant longtemps de l'université de Ferrare (aujourd'hui la Biblioteca Comunale Ariostea). D'un style grandiloquent, elle représente, avec le texte de Baruffaldi qui la commente, la version la plus prestigieuse, mais la moins certaine, de la vie de Brasavola ; elle est examinée — et plusieurs fois contredite, point par point (dont les deux suivants), par Luigi Francesco Castellani.
  - « Musa », dans « Antonio Musa Brasavola », serait un surnom élogieux donné au médecin par François Ier[Versions 4],[Versions 1],[Versions 3],[Versions 5] ; c'est une allusion aux muses et aux nombreux titres de Brasavola, docteur en philosophie, en droit civil et en droit laïc, et en médecine.
  - Non seulement Brasavola aurait donné des avis médicaux à un empereur, deux rois et quatre papes, mais il aurait été l'archiatre (le médecin personnel officiel) de l'un d'eux, Paul III. La plupart des biographes répètent cela[Versions 6] ; s'il a été l'archiatre de Paul III, ce n'était, hormis peut-être quelques consultations, qu'à titre honorifique[55].
- En 1813 le botaniste Robert Brown a donné le nom de Brassavola à un genre d'orchidée.
- Il y a une rue Brasavola à Ferrare[56], et un buste de lui à l'hôpital Santo Spirito de Rome.